# Анновка (Петровская поселковая община)
А́нновка (укр. Ганнівка) — село в Петровской поселковой общине Александрийского района Кировоградской области Украины.
До 2020 года входило в Петровский район
Население по переписи 2001 года составляло 1655 человек. Телефонный код — 5237. Код КОАТУУ — 3524980401.

## Персоналии
- Завало, Сергей Трофимович — украинский советский математик.
- Онищенко, Григорий Харлампиевич — Герой Советского Союза.
- Пестушко, Константин Юрьевич — атаман Холодноярской республики в годы Гражданской войны.
- Тюленев, Николай Александрович — украинский советский агромелиоратор, член-корреспондент Академии наук Украины.